# Хълк (филм)
Хълк (на английски: Hulk) е американски научнофантастичен екшън филм от 2003, базиран върху измисления комикс персонаж на Марвел със същото име. Режисьор е Анг Ли и е с участието на Ерик Бана, Дженифър Конъли, Сам Елиът, Джош Лукас, Ник Нолти, Пол Керси, Кевин Ранкин и др. Филмът има непряко продължение през 2008 г. - Невероятният Хълк, който е вторият филм в Киновселената на Марвел.

## Сюжет
За секретен военен проект са наети група студенти от престижен университет. Те трябва да създадат „гамасфера“ – машина за промяна на клетките. Водач на групата е арогантният Брус Банър (Ерик Бана). Поради някаква неизправност в „гамасферата“ Брус Банър се превръща в същество, което е три метра високо, седемстотин килограма тежко и зелено, когато го ядосат. Скоро то си спечелва прозвището „Хълк“.
Сред множеството комиксови герои, Хълк се отличава със статуса си на антигерой. Подобно на Спайдърмен и останалите супермутанти, той също е продукт на научен експеримент и трагично семейно минало, но за разлика от тях, Хълк е син на един баща, който е искал да създаде свръхчовек от собствената си плът и кръв, а след това се е уплашил и се е опитал да го убие.

## Продукция
Началото на снимките е през март 2003 г. Чудовището Хълк е направено чрез компютърна анимация. Анг Лий прави интересен завой в своя кариера (преди това снима Тигър и Дракон) чрез този филм.

## Дублаж
| Преводач             | Захари Генчев                                                               |
| Озвучаващи артисти   | Нина Гавазова Силвия Русинова Камен Асенов Росен Плосков Светозар Кокаланов |
| Режисьор на дублажа  | Ралица Ботева                                                               |
| Техническа обработка | Арс Диджитал Студио                                                         |
| Тонрежисьор          | Михаил Михайлов                                                             |